# Старая Пустынь
Ста́рая Пу́стынь — сельский посёлок в Арзамасском районе Нижегородской области. Входит в состав Чернухинского сельсовета. Население посёлка 40 человек на 2009 год.
Посёлок располагается на правом берегу реки Серёжи, примерно в 52 км от райцентра Арзамас. Высота над уровнем моря 127 м. Село входит в территорию
Пустынского заказника, в посёлке — одноимённый санаторий. Ближайшие населённые пункты — Пустынь в 2 км на юго-восток и Меньщиково — примерно в 2 км на север.
По ряду сведений, недалеко от поселка в 2013 году был обнаружен несанкционированный скотомогильник.